# Smilax

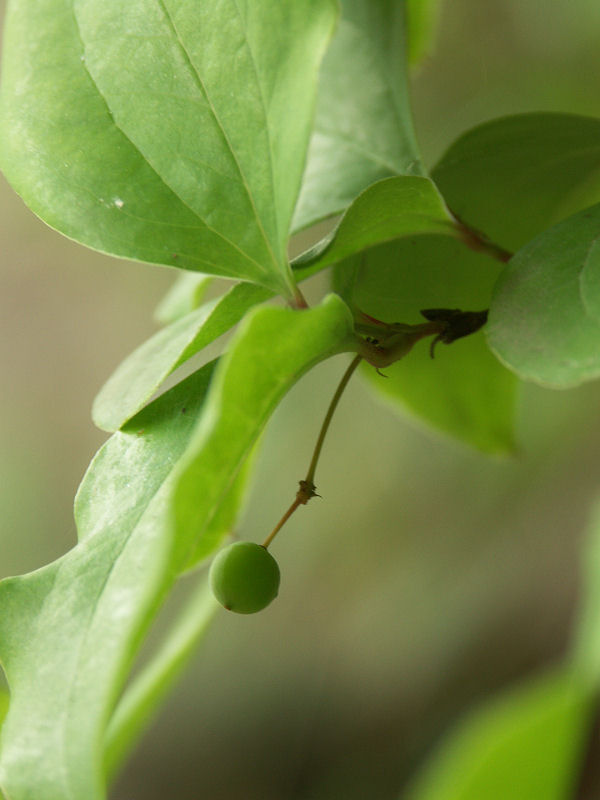
Smilax china.

Smilax é um género botânico pertencente à família Smilacaceae.

## Espécies
- Smilax amaurophlebia Merr.
- Smilax anamitica Kuntze
- Smilax aspera L.
- Smilax auraimensis Steyerm.
- Smilax azorica H. Schaefer & P.Schoenfelder
- Smilax balansaeana H. Bon ex Gagnep
- Smilax bella J. F. Macbr.
- Smilax benthamiana A. DC.
- Smilax biumbellata T. Koyama
- Smilax blumei A. DC.
- Smilax bona-nox L.
- Smilax bracteata Presl
- Smilax calophylla A. DC.
- Smilax campestris Griseb.
- Smilax canariensis Willd.
- Smilax castaneiflora Lev.
- Smilax chimantensis Steyerm. & Maguire
- Smilax china L.
- Smilax chingii F. T. Wang & Ts. Tang
- Smilax cinnamomiifolia Small
- Smilax cocculoides Warb.
- Smilax colubrina J. F. Macbr.
- Smilax corbularia Kunth
- Smilax davidiana A. DC.
- Smilax diversifolia Small
- Smilax elegans Wall.
- Smilax elegantissima Gagnep.
- Smilax engleriana Apt
- Smilax excelsa L.
- Smilax extensa A. DC.
- Smilax flavicaulis Rusby
- Smilax gaumeri Millsp.
- Smilax gilva J. F. Macbr.
- Smilax glabra Roxb.
- Smilax glauca Walter
- Smilax graciliflora A. C. Sm.
- Smilax grandifolia Buckley
- Smilax griffithii A. DC.
- Smilax havanensis Jacq.
- Smilax helferi A. DC.
- Smilax hispida Muhl.
- Smilax hongkongensis Seem.
- Smilax hypoglauca Benth.
- Smilax immersa A. C. Sm.
- Smilax impressinervia F. T. Wang
- Smilax inversa T. Koyama
- Smilax kraussiana Meissner
- Smilax krukovii A. C. Sm.
- Smilax laevis A. DC.
- Smilax lanceifolia Roxb.
- Smilax lasseriana Steyerm.
- Smilax lata Small
- Smilax latipes Gleason
- Smilax laurifolia L.
- Smilax lemsleyana Craib
- Smilax leptanthera Pennell
- Smilax longipedunculata Merr.
- Smilax luei T. Koyama
- Smilax luzonensis Presl
- Smilax macrophylla Roxb.
- Smilax maculata Roxb.
- Smilax magnifolia J. F. Macbr.
- Smilax mairei Lev.
- Smilax medicinalis S. Moore
- Smilax megacarpa A. DC.
- Smilax melastomifolia
- Smilax micro-china T. Koyama
- Smilax microphylla C. H. Wright
- Smilax micropoda A. DC.
- Smilax minutiflora A. DC.
- Smilax moranensis Mart. & Galeotti
- Smilax myosotiflora A. DC.
- Smilax myrtillus A. DC.
- Smilax occidentalis C. V. Morton
- Smilax ocreata DC.
- Smilax opaca (A.DC.) Norton
- Smilax ovalifolia Roxb.
- Smilax oxyphylla Wall.
- Smilax pallescens A.DC.
- Smilax panamensis Morong
- Smilax peguana A. DC.
- Smilax perfoliata Lour.
- Smilax phyllantha Gagnep.
- Smilax pilcomayensis Guagl. & S. Gattuso
- Smilax pottingeri Prain
- Smilax prolifera Roxb.
- Smilax purpusii Brandegee
- Smilax pygmaea Merr.
- Smilax renifolia Small
- Smilax reticulata Elmer
- Smilax rigida Wall. or Kunth
- Smilax robert-kingii T. Koyama
- Smilax rotundifolia L.
- Smilax rotundiflora L.
- Smilax saülensis J. D. Mitch.
- Smilax siamensis T. Koyama
- Smilax simulans T. Koyama
- Smilax smallii Morong
- Smilax spinosa Mill.
- Smilax spruceana A. DC.
- Smilax staminea (Griseb.) Forman
- Smilax stans Maxim.
- Smilax stenopetala A. Gray
- Smilax subsessiliflora Poir.
- Smilax synandra Gagnep.
- Smilax tenuis Small
- Smilax velutina Killip & C. V. Morton
- Smilax verruculosa Merr.
- Smilax verticalis Gagnep.
- Smilax walteri Pursh.
- Smilax williamsii Merr.
- Smilax zeylanica L.

## Classificação do gênero
| Sistema | Classificação                   | Referência               |
| ------- | ------------------------------- | ------------------------ |
| Linné   | Classe Dioecia, ordem Hexandria | Species plantarum (1753) |